# Goddard Space Flight Center

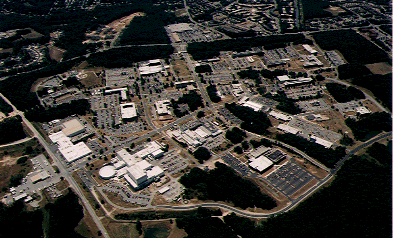
Luchtfoto van het Goddard Space Flight Center

Het Goddard Space Flight Center (GSFC) is een groot onderzoekscentrum en laboratorium van NASA. Het centrum is opgericht op 1 mei 1959 als NASA’s eerste vluchtcentrum. Op het GSFC werken ongeveer 10000 mensen. Het centrum ligt in Greenbelt, Maryland, 10,5 kilometer ten noordoosten van Washington, D.C.
Het GSFC is NASA’s oudste en grootste ruimtevaartcentrum. Het is tevens de grootste Amerikaanse gecombineerde organisatie van wetenschappers en monteurs die samenwerken om meer kennis te verkrijgen over de Aarde, het zonnestelsel en het universum. Het GSFC speelt binnen de Verenigde Staten een grote rol bij het ontwikkelen van onbemande ruimtesondes voor wetenschappelijk onderzoek. Het GSFC beheert tevens twee netwerken voor het volgen van ruimtevluchten en het ontvangen van data, het Near Space Network en het Deep Space Network.
Behalve voor NASA, werkt het GSFC ook mee aan internationale opdrachten. Ze hebben onder andere meegewerkt aan de Ruimtetelescoop Hubble, het Explorerprogramma, het NASA Discovery-programma, het Earth Observing System (EOS), INTEGRAL, de SOHO, de Rossi X-ray Timing Explorer (RXTE) en de Swift.
- Bibsys: 90763441
- Biblioteca Nacional de España: XX114416
- Bibliothèque nationale de France: cb123922225 (data)
- CiNii: DA03587948
- Gemeinsame Normdatei: 43410-3
- International Standard Name Identifier: 0000 0004 0637 6666
- Library of Congress Control Number: n80044740
- National Archives and Records Administration: 10517783
- Nationale Bibliotheek van Tsjechië: ko2002149049
- Nationale bibliotheek van Australië: 35129294
- Nationale Bibliotheek van Israël: 987007601845105171
- SNAC: w6g55d7w
- Système universitaire de documentation: 03301180X
- Trove: 835209
- Virtual International Authority File: 138085257